# ماغنوس نورمان
ماغنوس نورمان (بالإنجليزية: Magnus Norman)‏ هو لاعب كرة قدم بريطاني في مركز حراسة المرمى، ولد في 19 يناير 1997 في لندن في المملكة المتحدة. لعب مع نادي ساوثبورت ونادي فولهام.